# ドーム山
ドーム山（ドイツ語: Dom）は、スイス・ヴァレー州のペニン・アルプス（ワリス・アルプス）にある山である。
標高は4,545メートルで、アルプス全体ではモンブラン（フランス、イタリア）、モンテ・ローザ（イタリア、スイス）に次いで第3位である。スイス国内ではモンテ・ローザに次いで2番目の高さであり、山頂が2か国以上にまたがらないスイス領内の山の中では最も高い。ナーデルホルン、テッシュホルン、レンツシュピッツェなどと共に、ミシャベル山塊(Mischabelhörner)を形成している。

## 名称
ドイツ語のDomは英語のdome（ドーム）と同一語源で、大聖堂を意味する。この山名は、この近傍を初めて測量したヴァレー州シオン大聖堂のCanon Berchtoldにちなんで名付けられた。それ以前はミシャベルと呼ばれていた。これは、古いドイツ語の方言で熊手を意味し、山塊の峰が互いに近くに集まっている様子を熊手に見立てたものである。

## 地理

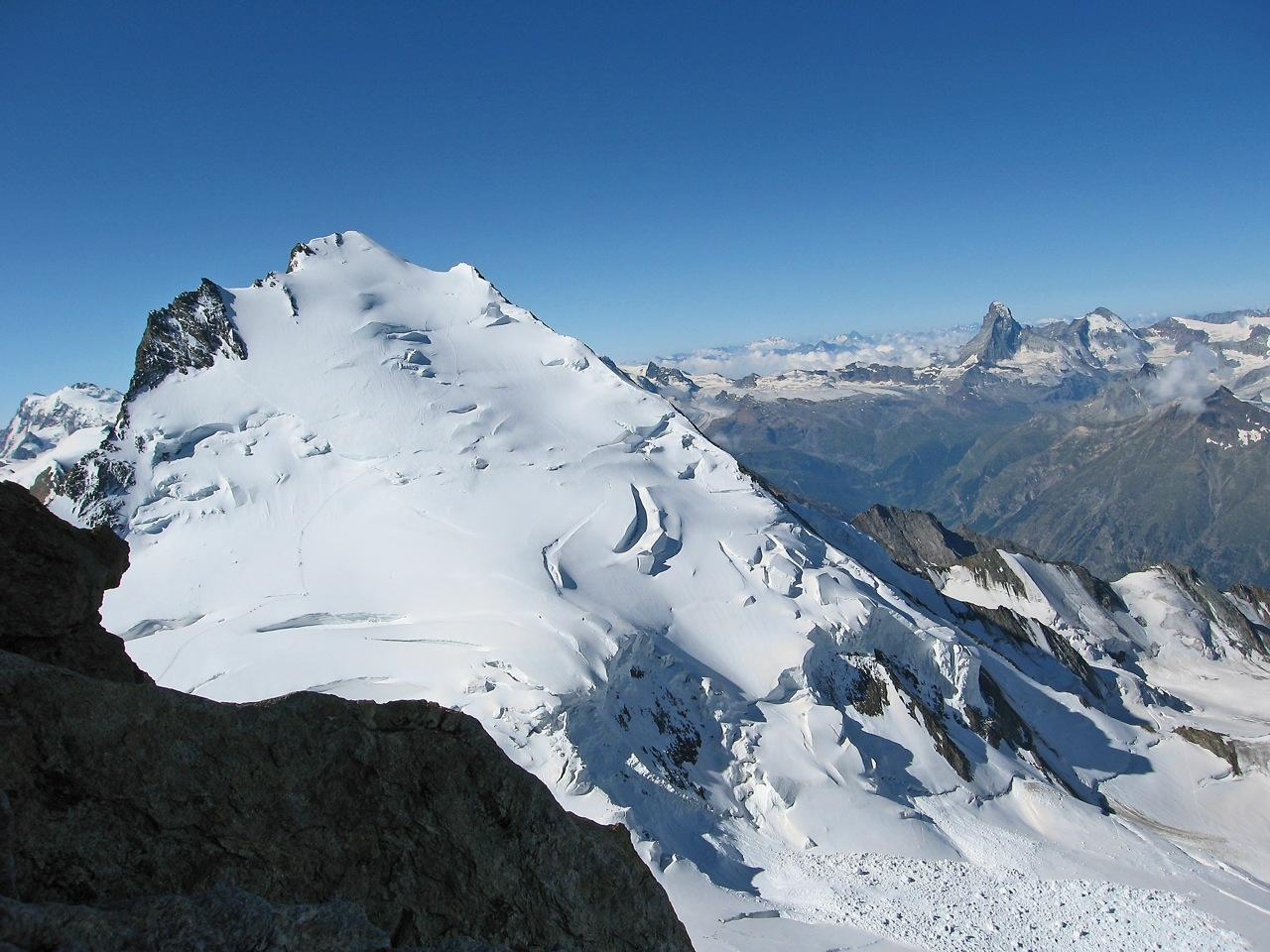
ナーデルホルンから見たドーム山

ドーム山は、南のアルプス山脈の主稜線上にあるシュヴァルツベルクホルンに始まり、北のディステルホルンまで伸び、シュタルデンの町で終わる稜線の最高地点である。この稜線は全てフィスプ郡内にある。
西にマッター谷、東にザース谷がある。西麓にランダ、東麓にザースフェーの街があり、いずれも山頂から約6キロメートルの位置にある。山頂と谷底の標高差は、西側（ランダ）で3,150メートル、東側（ザースグルント）で3,000メートルである。マッター谷側では、ドーム山はほぼ同じ高さのヴァイスホルンに面しており、ザース谷側ではヴァイスミースに面している。ドーム山は、ザース谷の最高地点であり、マッター谷ではモンテ・ローザに次いで2番目に高い。
ドーム山はアルプス山脈の主稜線上にないため、山塊の西側・東側のいずれの川も、マッターヴィシュパ川、ザースヴィシュパ川を通って同じローヌ川に合流する。ドーム山は、アルプス山脈においてこのような特徴を持つ山の中で最も高い山である。
ミシャベル山塊には、標高4000メートルを超える付属峰が多く存在する。ドーム山の北には、レンツシュピッツェ、ナーデルホルン、ステックナーデルホルン、ホーベルクホルン、デューレンホルンで構成されるナデルグラートがある。ナデルグラートは北から見えやすく、特徴的な熊手のような外観をこの山塊に与えている。 ドーム山の南にあるテッシュホルンは、標高4,491メートルで山塊で2番目に高く、さらにその南には、特徴的な平坦な山頂を持つアルプフーベルがある。8つの4,000メートルを超える山頂がミシャベル山塊を構成している。ミシャベル山塊にある他の重要なピークには、ウルリヒスホルンとバルフリンがある。ドーム山には西の肩（4,479 m）と東の肩（4,468 m）がある。
標高3,000メートルを超える地域は一般に氷河で覆われている。その内の大きなものは、ナデルグラートの麓にあるリード氷河と、東面下のドーム山自体の麓にあるフィー氷河である。

## 登山史
初登頂は、1858年9月11日に、ジョン・ルウェリン＝デイヴィス(John Llewelyn-Davies)とガイドによって行われた。彼らはフェスティグラート（北西稜）から登頂した。

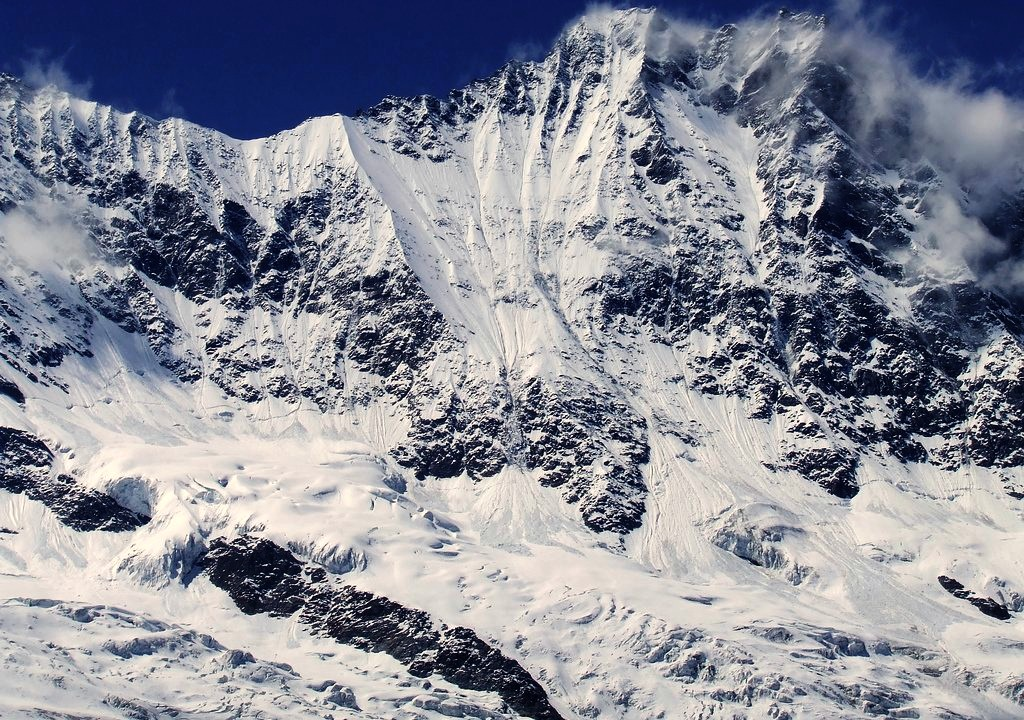
フィー氷河の上の東面

西稜（フェスティキンリュッケの上）からの初登頂は、1878年4月9日にE・P・ジャクソンとパーシー・W・トーマスおよびヴェー州サンニコラのガイドによって行われた。彼らは、西面を横断してフェスティグラートに到達してから頂上に到達した。西稜からの完全な登頂は、1882年にポール・ギュスフェルトらによって行われた。西面の直接ルートは、1962年に初めて登頂された。
高さ1000メートルの東面は、1875年にJ・ペトリュス、A・パックル、W・パックル、L・ノティによって登頂された。
南面のルートは、1906年8月にジェフリー・ウィスロップ・ヤングとサンニコラのガイド・ジョセフ・クヌーベルらによって行われた。ヤングは、2週間前に登ったテッシュホルンの南西面よりも危険だったと語った。
1917年6月18日、スキー登山の先駆者であるアーノルド・ランが、ホーベルク氷河（北面）でドーム山からの初のスキーによる登頂を行った。